# Губин, Константин Яковлевич
Константин Яковлевич Губин (30 мая 1902, Мологино, Ярославская губерния — 29 марта 1989, Мартук, Актюбинская область) — старший лейтенант Советской Армии, участник Великой Отечественной войны, Герой Советского Союза (1945).

## Биография
Константин Губин родился 30 мая 1902 года в деревне Мологино (ныне — Ярославский район Ярославской области) в крестьянской семье. В 1918 году вместе с семьёй переехал в Актюбинскую область Казахстана, где с ранних лет работал по найму. Окончил семь классов школы. В 1924—1927 годах проходил службу в Рабоче-крестьянской Красной Армии. В 1927 году окончил два курса Ташкентского объединённого военного училища. Демобилизовавшись, он вернулся в Мартукский район Актюбинской области Казахской ССР, где работал заведующим сектором партийного учёта Мартукского райкома ВКП(б). В сентябре 1941 года Губин повторно был призван в армию. С марта 1943 года — на фронтах Великой Отечественной войны. Окончил бронетанковое училище. С марта 1944 года лейтенант Константин Губин командовал батареей самоходных артиллерийских установок «СУ-76» 12-й самоходной артиллерийской бригады 69-й армии 1-го Белорусского фронта. Отличился во время освобождения Польши.
14 января 1945 года, прорвав вражескую оборону на западном берегу Вислы в районе населённого пункта Флёрянув в 15 километрах к юго-западу от Пулавы, батарея Губина подавила около 30 немецких огневых точек, уничтожила 2 орудия и около 20 солдат и офицеров противника. В бою САУ, в которой находился Губин, была подбита и окружена немецкими войсками. Расчёт отбивался от вражеских атак до подхода подкреплений, уничтожив около 60 вражеских солдат и офицеров. В бою Губин получил ранение. Впоследствии в госпитале у него была ампутирована нога.
Указом Президиума Верховного Совета СССР от 24 марта 1945 года за «образцовое выполнение боевых заданий командования на фронте борьбы с немецкими захватчиками и проявленные при этом мужество и героизм» лейтенант Константин Губин был удостоен высокого звания Героя Советского Союза с вручением ордена Ленина и медали «Золотая Звезда» за номером 6661.
В 1946 году в звании старшего лейтенанта Губин был уволен из рядов Советской Армии по инвалидности. Проживал в посёлке Мартук, умер 29 марта 1989 года.

## Награды
- Орден Красного Знамени (20.02.1945)[3]
- Медаль «Золотая Звезда» № 6661 Героя Советского Союза и орден Ленина (24.3.1945) — за «образцовое выполнение боевых заданий командования на фронте борьбы с немецкими захватчиками и проявленные при этом мужество и героизм»
- Орден Отечественной войны 1-й степени (6.4.1985)[4]
- медали[1].